# 邦克鎮區 (北達科他州基德縣)
邦克鎮區（英語：Bunker Township）是位於美國北達科他州基德縣的一個鎮區。

## 地方資料
邦克鎮區的面積為93.43平方千米，當中陸地面積為93.26平方千米，而水域面積為0.17平方千米。根據2020年美國人口普查的數據，當地共有人口28人，而人口密度為每平方千米0.3人。